# Névian
Névian är en kommun i departementet Aude i regionen Occitanien  i södra Frankrike. Kommunen ligger  i kantonen Narbonne-Ouest som ligger i arrondissementet Narbonne. År 2022 hade Névian 1 283 invånare.

## Befolkningsutveckling
Antalet invånare i kommunen Névian
Referens: INSEE